# 鐘が鳴る (Ms.OOJAの曲)
「鐘が鳴る」（かねがなる）は、Ms.OOJAの楽曲。2021年9月16日にUniversal Sigmaから配信限定シングルとしてリリースされた。

## 概要
「鐘が鳴る」はMs.OOJAにとって通算11曲目の配信限定シングル。
2021年2月16日でメジャーデビュー10周年を迎えたMs.OOJAは、2021年3月から7ヶ月連続で毎月16日にデジタル配信シングルをリリースすることを発表しており、その第7弾となる楽曲が「鐘が鳴る」。
楽曲は布袋寅泰が作詞作曲からギター、キーボード、プログラミングやコーラスに加えて、ボーカル以外のエンジニアリングに至るまでひとりで手掛けて完成した。以前から互いのツアーギタリストを務める黒田晃年を通じて、Ms.OOJAが布袋寅泰のライブに足を運んだことがきっかけで親交が深まり、Ms.OOJAからの熱烈なオファーで楽曲提供が実現した。
ミュージックビデオはCreepy Nutsや菅田将暉×OKAMOTO'Sなど多数のアーティストのMVを手がけたNasty Men$ah（ナスティ・メンサー）が監督をつとめた。
デジタルジャケット写真は、藤井風ら数々のアーティストの撮影を手がけたフォトグラファー嶌村吉祥丸によるもので、奥多摩の廃線となったロープウェイの駅で撮影された。
レコーディング時とトラックダウン時の2回に渡ってMs.OOJAと布袋寅泰のインタビューが撮影され、YouTube上で公開された。
10月20日には布袋寅泰の全国ライブツアー「HOTEI 40th Anniversary Double Fantasy Tour "BLACK or WHITE?"」の神奈川県民ホール公演初日にMs.OOJAがサプライズ出演、「鐘が鳴る」を生披露した。

## 収録曲
| #         | タイトル     | 作詞      | 作曲      | 編曲      | 時間 |
| --------- | ------------ | --------- | --------- | --------- | ---- |
| 1.        | 「鐘が鳴る」 | 布袋寅泰  | 布袋寅泰  | 布袋寅泰  | 5:16 |
| 合計時間: | 合計時間:    | 合計時間: | 合計時間: | 合計時間: | 5:16 |

## ミュージックビデオ
| 曲名     | ミュージックビデオ             |
| -------- | ------------------------------ |
| 鐘が鳴る | Ms.OOJA 「鐘が鳴る」 - YouTube |

## 収録アルバム
| # | 楽曲     | アルバム      | アルバム                                 |
| # | 楽曲     | 発売年月日    | タイトル                                 |
| - | -------- | ------------- | ---------------------------------------- |
| 1 | 鐘が鳴る | 2021年10月6日 | Present                                  |
| 1 | 鐘が鳴る | 2022年2月22日 | 10th Anniversary Best 〜私たちの主題歌〜 |

## 鐘が鳴る (Acoustic Ver.)

### 概要
「鐘が鳴る (Acoustic Ver.)」はMs.OOJAにとって通算12曲目の配信限定シングル。
Ms.OOJAが2021年10月16日にリリースした「鐘が鳴る」はキャン有線お問い合わせチャートの10月度第1位になるなど話題になったため、それらの反響を受けて新たにアコースティックアレンジした「鐘が鳴る（Acoustic Ver.）」が、デジタルシングルとして11月16日に配信されることとなった。
「鐘が鳴る (Acoustic Ver.)」は、ギタリストの黒田晃年、コーラスの今井マサキ、チェロの伊藤修平がそれぞれアレンジを担当し、冒頭部分のアカペラはMs.OOJA自身のアイデアが取り入れられた。
デジタルジャケット写真は「鐘が鳴る」と同様、フォトグラファー嶌村吉祥丸が手掛けた。

### 収録曲
| #         | タイトル                     | 作詞      | 作曲      | 編曲      | 時間 |
| --------- | ---------------------------- | --------- | --------- | --------- | ---- |
| 1.        | 「鐘が鳴る (Acoustic Ver.)」 | 布袋寅泰  | 布袋寅泰  | 布袋寅泰  | 5:24 |
| 合計時間: | 合計時間:                    | 合計時間: | 合計時間: | 合計時間: | 5:24 |

### ミュージックビデオ
| 曲名                     | ミュージックビデオ                             |
| ------------------------ | ---------------------------------------------- |
| 鐘が鳴る (Acoustic Ver.) | Ms.OOJA 「鐘が鳴る (Acoustic Ver.)」 - YouTube |